# Mjögsjön (Köla socken, Värmland)
Mjögsjön är en sjö i Eda kommun i Värmland och ingår i Göta älvs huvudavrinningsområde. Sjön har en area på 0,47 kvadratkilometer och ligger 145,8 meter över havet.

## Delavrinningsområde
Mjögsjön ingår i det delavrinningsområde (662672-130155) som SMHI kallar för Mynnar i Ränken. Medelhöjden är 197 meter över havet och ytan är 29,92 kvadratkilometer. Det finns ett avrinningsområde uppströms, och räknas det in blir den ackumulerade arean 54,93 kvadratkilometer. Buvattsälven som avvattnar avrinningsområdet har biflödesordning 3, vilket innebär att vattnet flödar genom totalt 3 vattendrag innan det når havet efter 299 kilometer. Avrinningsområdet består mestadels av skog (79 procent). Avrinningsområdet har 1,03 kvadratkilometer vattenytor vilket ger det en sjöprocent på 3,4 procent.